# Леві Колвілл
Леві Колвілл (англ. Levi Colwill, нар. 26 лютого 2003, Саутгемптон) — англійський футболіст, центральний захисник клубу «Челсі» і молодіжної збірної Англії.

## Клубна кар'єра
Народився 26 лютого 2003 року в місті Саутгемптон. Вихованець футбольної школи клубу «Челсі».
У дорослому футболі дебютував 2021 року виступами на правах оренди за команду «Гаддерсфілд Таун», у якій протягом сезону був одним з основних центральних захисників, взявши участь у 31 матчі чемпіонату.
Протягом сезону 2022/23 грав вже на рівні Прем'єр-ліги, також на правах оренди граючи за  «Брайтон енд Гоув». У цій команді гравцем основного складу не став, утім отримав достатньо практики в іграх елітного англійського дивізіону.

## Виступи за збірні
2018 року дебютував у складі юнацької збірної Англії (U-15), загалом на юнацькому рівні взяв участь у 19 іграх, відзначившись одним забитим голом.
Із 2022 року почав залучатися до складу молодіжної збірної Англії, у складі якої — учасник молодіжного Євро-2023.

## Статистика виступів

### Статистика клубних виступів
Станом на 1 січня 2023
| Сезон             | Команда            | Чемпіонат         | Чемпіонат | Чемпіонат | Національний кубок | Національний кубок | Національний кубок | Континентальні кубки | Континентальні кубки | Континентальні кубки | Інші змагання | Інші змагання | Інші змагання | Усього | Усього |
| Сезон             | Команда            | Ліга              | Ігор      | Голів     | Ліга               | Ігор               | Голів              | Ліга                 | Ігор                 | Голів                | Ліга          | Ігор          | Голів         | Ігор   | Голів  |
| ----------------- | ------------------ | ----------------- | --------- | --------- | ------------------ | ------------------ | ------------------ | -------------------- | -------------------- | -------------------- | ------------- | ------------- | ------------- | ------ | ------ |
| 2021–22           | «Гаддерсфілд Таун» | ЧФЛ               | 29+2      | 2+0       | КА+КЛ              | 0+1                | 0                  |                      | -                    | -                    |               | -             | -             | 32     | 2      |
| 2022–23           | «Брайтон енд Гоув» | ПЛ                | 17        | 0         | КА+КЛ              | 0+3                | 0                  |                      | -                    | -                    |               | -             | -             | 8      | 0      |
| Усього за кар'єру | Усього за кар'єру  | Усього за кар'єру | 36        | 2         |                    | 4                  | 0                  |                      | -                    | -                    |               | -             | -             | 40     | 2      |

## Титули та досягнення
Челсі
- Переможець Ліги конференцій УЄФА: 2025
- Переможець Клубного чемпіонату світу: 2025